# Honda HR-V
O HR-V é um SUV esportivo compacto da Honda, inicialmente feito exclusivamente para o mercado japonês e europeu. Foi lançado no mercado em 1999, e em 2005 a Honda decidiu parar a produção. No mercado europeu foi produzido com um motor SOHC-1.6 ou 1.6-litro VTEC SOHC. Em 2000 o modelo sofreu algumas alterações no interior e antes do término da produção no exterior, segundo a Honda, a sigla significa "Hi-rider Revolutionary Vehicle".
Algumas versões desse modelo eram equipadas com transmissão continuamente variável (CVT).
Voltou a ser produzido em 2015 no Brasil, já como modelo 2016. Seus principais concorrentes são: Ford EcoSport e Renault Duster, Hyundai Creta, Nissan Kicks no segmento dos utilitários esportivos compactos.
Em 2023 na China e nos Estados Unidos o HR-V lançado nestes países possui plataforma baseado no Honda Civic e é totalmente diferente do HR-V europeu. A Honda, confirmou que este "HR-V ianque" será chamado de Honda ZR-V em outros países.
O HR-V de terceira geração foi lançado no Brasil em 2022 com motor flex 1.5 aspirado e também na versão 1.5 turbo, ambos com câmbio CVT. A versão aspirada está disponível nos modelos EX e EXL, enquanto o turbo nos modelos Advanced e Touring.

## Galeria
- Primeira geração (1998-06)
- Segunda geração (2014-2021)
- Terceira geração versão europeia (2021- presente)
- Terceira geração versão norte-americana, vendido como ZR-V fora dos EUA (2021- Atualmente)